# Guido Calori
Guido Calori (Roma, 1º maggio 1885 – Roma, 20 aprile 1960) è stato uno scultore e ceramista italiano.
Si dedicò anche alla scrittura e a saggi di teoria dell'arte.

## Biografia
Si formò a Roma, frequentando in modo saltuario diverse scuole artistiche (Scuole comunali preparatorie di arti e mestieri, Scuola degli Incurabili di via San Giacomo, Museo artistico industriale, Scuola di anatomia del prof. Morini, Scuole libere del nudo di via di Ripetta).
Nel gennaio del 1902, con la scultura Ero e Leandro, vinse il secondo premio del concorso nazionale "Albacini", indetto dall'Accademia nazionale di San Luca e ottenne le prime commissioni da parte di privati: nel 1905 l'opera Il carriolante fu acquistata dal re Vittorio Emanuele III.
Nel 1906 ottenne un incarico annuale come direttore artistico delle Fabbriche riunite per la ceramica in Civita Castellana.

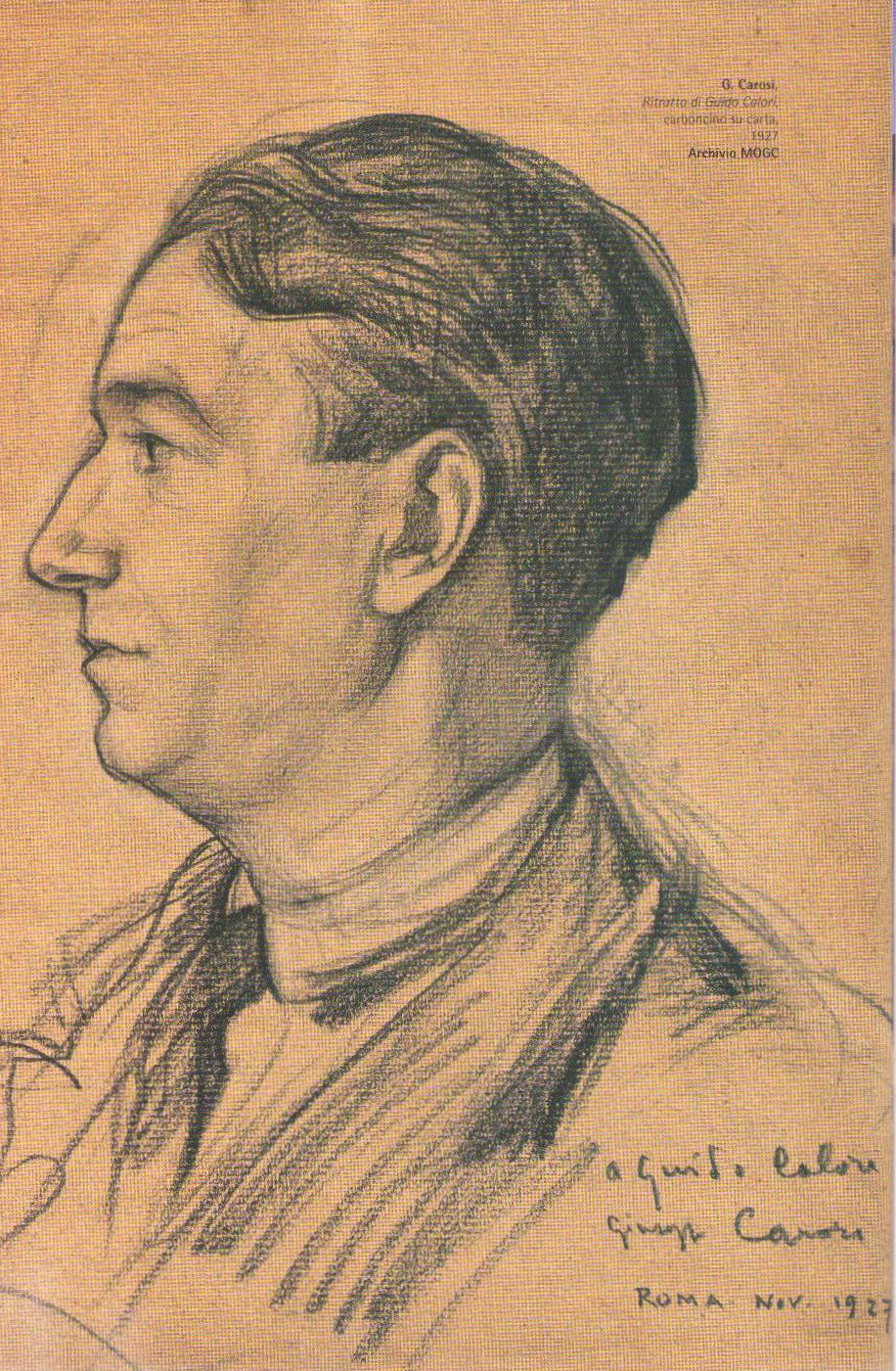
G. Carosi, Ritratto di Guido Calori, carboncino su carta, 1927

Nel 1907 partecipò di nuovo al concorso nazionale "Albacini", con Virgilio e Sordello, aggiudicandosi il primo premio. Nell'anno successivo, tre sue sculture furono presentate alla "LXXIX esposizione internazionale della Società di amatori e cultori di belle arti in Roma" e vinse il Pensionato artistico nazionale per il quadriennio 1908-1912. Realizzò il gruppo scultoreo Il Mediterraneo per il ninfeo centrale dell'Esposizione internazionale del 1911 e collaborò con lo scultore Ettore Ximenes all'esecuzione del monumento a Giuseppe Verdi in Parma.  
Nel maggio del 1910 un suo scritto sulla scultura, Il mito di Pigmalione, era stato premiato nel concorso "Poletti" indetto dall'Accademia nazionale di San Luca.
I difficili rapporti col mondo massonico della capitale, in preda a dissidi interni e dominato dalla figura dello scultore Ettore Ferrari, lo portarono alla decisione di allontanarsi da Roma e nel 1912 andò ad insegnare disegno e ornato nell'Istituto tecnico industriale di Chieti dove restò per cinque anni, in un ambiente artistico pervaso da suggestioni dannunziane.
Verso la fine del 1917 ottenne incarichi per l'insegnamento di plastica ornamentale e della figura, presso l'Accademia di belle arti di Firenze, che mantenne fino al 1925.
In collaborazione con Galileo Chini, su committenza del comune di Borgo San Lorenzo, realizzò la spada d'onore per il generale Pecori Giraldi e la targa onoraria per la 1ª Armata della città di Trento. 
Nel 1920 partecipò a diverse mostre collettive, tra cui, a Roma, alla I edizione della Biennale romana d'arte, con le opere Mater dolorosa, Ave Maria, Cerbiatta, Ritratto di Gabriele D'Annunzio e Maternità. 
Collaborò ancora con Galileo Chini per le decorazioni plastiche delle Terme di Salsomaggiore. Del 1924 sono il frontone e la Fontana della Najade delle terme Tettuccio di Montecatini, mentre all'anno successivo risale il Monumento ai caduti per la città di Orte.  
Nel 1921 vinse inoltre nuovamente il premio Poletti con lo scritto L'anima dell'arte nella pittura.
Dal 1925 al 1927 divenne titolare della cattedra di figura nell'Accademia di belle arti di Bologna, dove realizzò varie opere, tra cui gli ornamenti per la chiesa del Sacro Cuore di Gesù e una targa a Giulio Giordani, nel salone di palazzo d'Accursio. Entrò a far parte della commissione edilizia di Bologna e divenne come membro onorario dell'Accademia delle arti del disegno di Firenze.
Nel 1927 si trasferì a Napoli, entrando in contatto con la scultura di matrice realistico-popolare di Vincenzo Gemito e della sua scuola. Qui eseguì le decorazioni del salone della Banca italiana di sconto e il frontone della stazione di Mergellina. Con il Ritratto di Giuseppe Bottai, partecipò inoltre alla 1ª Mostra del sindacato fascista artisti della Campania.
Nel 1930 fu "comandato" alla cattedra di plastica della figura nell'Accademia di belle arti di Roma e, nel medesimo anno, partecipò alla XVII Biennale di Venezia, con l'opera Italica Gens, vincendo il premio della Confederazione degli agricoltori. L'anno seguente, partecipò ancora, con due opere, alla I Quadriennale di Roma.

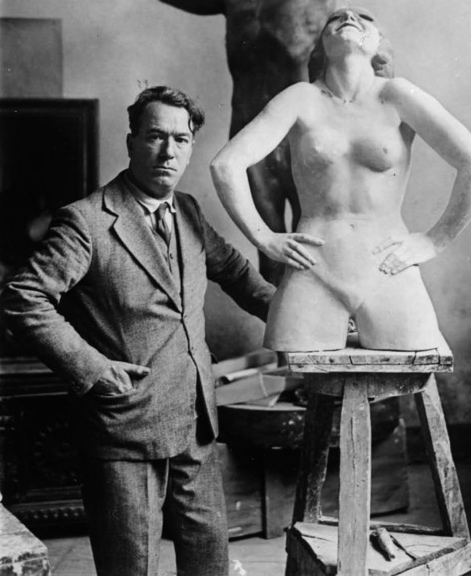
Guido Calori nel suo studio accanto al modello in gesso della Beffa, Roma 1932

Nel 1932 presentò alla XVIII Biennale di Venezia l'opera La beffa, che fu esclusa alla vigilia dell'inaugurazione come "moralmente offensiva".
A partire da questa vicenda le commissioni pubbliche diminuirono, anche se continuò a ricevere riconoscimenti e attestati: divenne membro della Pontificia accademia dei virtuosi al Pantheon e accademico corrispondente dell'Accademia nazionale di San Luca.
Nel 1937, anche grazie ai buoni uffici del ministro Bottai, che conosceva da anni, espose Il vasaio alla Mostra di arte italiana dal 1800 a oggi in Berlino. Nel 1939 espose alla terza Quadriennale romana.
Partecipò ancora a due Biennali di Venezia, quella del 1940 e quella del 1942, ed eseguì la statua della Fisica per il palazzo della Civiltà italiana all'EUR.
Nel 1940 ebbe l'incarico di realizzare la statua equestre di Vittorio Emanuele III, da collocare nell'atrio della stazione di Roma Termini, progettata dall'architetto Mazzoni, che tuttavia non venne mai realizzata a causa della guerra.
Nel 1948 partecièò per l'ultima volta alla Quadriennale di Roma, denominata quell'anno Rassegna nazionale delle arti figurative..
Gli ultimi anni della sua attività furono dedicati prevalentemente alla pittura e con lo pseudonimo di Dyonisos partecipò come pittore ad alcune collettive (nel 1950 alla Mostra d’arte ispirata alla danza e nel 1951 al premio Roma per la pittura). Nel 1953 due sui dipinti furono esposti alla terza edizione della Mostra nazionale d'arte in vetrina a Torino.

## Opere principali
Le opere di scultura, pittura e grafica, rimaste dopo la morte dell’artista nel suo studio, sono state raccolte nel Museo dell'opera di Guido Calori in San Gemini (provincia di Terni)
Numerosi documenti dell'archivio dell'artista sono conservati nel museo

### Sculture
- 1902: Ero e Leandro (secondo premio del concorso nazionale "Albacini")[1]
- 1905: Il carriolante (acquistata dal re Vittorio Emanuele III[2])
- 1907: Virgilio e Sordello (primo premio del concorso nazionale "Albacini")[3]
- 1911: Il Mediterraneo (Esposizione internazionale del 1911)
- 1911: Monumento a Giuseppe Verdi in Parma (con Ettore Ximenes)
- in questo periodo: tre bassorilievi in bronzo sul tema del lavoro umano sulla parete destra dell'atrio del palazzo dell'Agricoltura a Roma[11]
- 1920: Mater dolorosa(Biennale romana d'arte)

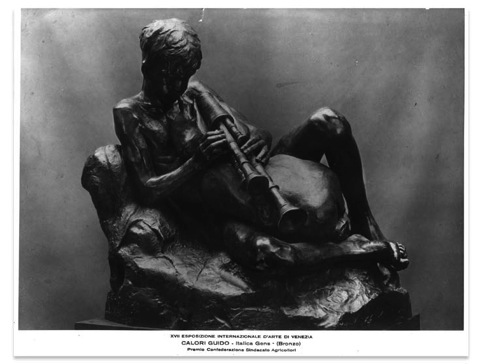
G. Calori, Italica gens, bronzo 98 x 103 x 57 1929

- 1920: Ave Maria (Biennale romana d'arte)G. Calori, Italica gens, bronzo 98 x 103 x 57 1929 1920: Cerbiatta (Biennale romana d'arte)
- 1920: Ritratto di Gabriele D'Annunzio (Biennale romana d'arte) 1920: Maternità (Biennale romana d'arte)
- 1924: frontone delle terme Tettuccio di Montecatini
- 1924: Fontana della Najade nelle terme Tettuccio di Montecatini
- 1925: Monumento ai caduti per la città di Orte
- 1918-1925: spada d'onore per il generale Pecori Giraldi (con Galileo Chini)
- 1918-1925: targa onoraria per la 1ª Armata della città di Trento (con Galileo Chini)
- 1918-1925: decorazioni plastiche delle Terme di Salsomaggiore (con Galileo Chini)
- 1925-1927: ornamenti per la chiesa del Sacro Cuore di Gesù di Bologna
- 1925-1927: targa a Giulio Giordani, nel salone di palazzo d'Accursio a Bologna
- 1927-1930: decorazioni del salone della Banca italiana di sconto a Napoli
- 1927-1930: frontone della stazione di Mergellina a Napoli
- 1927-1930: Ritratto di Giuseppe Bottai, (I Mostra del sindacato fascista artisti della Campania)
- 1930: Italica Gens (premio della Confederazione degli agricoltori alla XVII edizione della Biennale di Venezia)
- 1932: La beffa (alla XVIII Biennale di Venezia fu esclusa alla vigilia dell'inaugurazione, come "moralmente offensiva")
- 1937: Il vasaio (Mostra dell'arte italiana in Berlino)
- 1937-1940: statua della Fisica per il palazzo della Civiltà italiana a Roma
- 1940: statua equestre di Vittorio Emanuele III, da collocare nell'atrio della stazione di Roma Termini, progettata dall'architetto Mazzoni (solo incarico e non realizzata a causa della guerra)

### Scritti
- 1910: Il mito di Pigmalione(premiato nel concorso "Poletti")
- 1921: L'anima dell'arte nella pittura (premiato nel concorso "Poletti")